# Bielsk Podlaski (gromada)
Bielsk Podlaski – dawna gromada, czyli najmniejsza jednostka podziału terytorialnego Polskiej Rzeczypospolitej Ludowej w latach 1954–1972.
Gromady, z gromadzkimi radami narodowymi (GRN) jako organami władzy najniższego stopnia na wsi, funkcjonowały od reformy reorganizującej administrację wiejską przeprowadzonej jesienią 1954 do momentu ich zniesienia z dniem 1 stycznia 1973, tym samym wypierając organizację gminną w latach 1954–1972.
Gromadę Bielsk Podlaski z siedzibą GRN w mieście Bielsk Podlaski utworzono 1 stycznia 1969 w powiecie bielskim w woj. białostockim z obszaru zniesionych gromad Augustowo i Hołody; równocześnie do gromady Bielsk Podlaski przyłączono wsie Proniewicze i Hryniewicze Duże z gromady Chraboły oraz wsie Biała i Kotły z gromady Pasynki.
Gromada przetrwała do końca 1972 roku, czyli do kolejnej reformy gminnej. Z dniem 1 stycznia 1973 roku reaktywowano zniesioną w 1952 roku gminę Bielsk Podlaski (do 1952 pod nazwą gmina Bielsk).